# Coltrane’s Sound
Coltrane’s Sound ist ein Album des Jazzmusikers John Coltrane, das im Jahr 1964 bei Atlantic Records veröffentlicht wurde.

## Entstehungsgeschichte
Das Album wurde bereits am 24. und 26. Oktober 1960 in den Atlantic Studios in New York City unter Beteiligung von Pianist McCoy Tyner, Bassist Steve Davis und Schlagzeuger Elvin Jones eingespielt. Produzent war Nesuhi Ertegün. Das Material zum Album entstand gleichzeitig mit My Favorite Things (veröffentlicht 1961) und Coltrane Plays the Blues (1962). Das Album erschien jedoch erst vier Jahre später, als Coltrane bereits zu Impulse! Records gewechselt war. Das Album beinhaltet vier Eigenkompositionen sowie die Jazz-Standards The Night Has a Thousand Eyes sowie Body and Soul.

## Titelliste

### A-Seite
1. The Night Has a Thousand Eyes (Buddy Bernier, Jerry Brainin) – 6:51
2. Central Park West (John Coltrane) – 4:16
3. Liberia (John Coltrane) – 6:53

### B-Seite
1. Body and Soul (Edward Heyman, Robert Sour, Frank Eyton, Johnny Green) – 5:40
2. Equinox (John Coltrane) – 8:39
3. Satellite (John Coltrane) – 5:59

### Wiederveröffentlichung 1999
Das Album wurde am 16. Februar 1999 von Rhino Records mit zwei Bonustracks als Teil der Atlantic 50th Anniversary Jazz Gallery neu aufgelegt. Diese CD-Version wurde neu gemastert.
1. 26-2 (John Coltrane) – 6:17
2. Body and Soul (alternate take) – 5:58

## Rezeption
Die Kritiker Richard Cook & Brian Morton verliehen dem Album im Penguin Guide to Jazz die höchste Bewertung. Coltrane’s Sound verfüge über einen dunkleren Klang als My Favorite Things, was sich insbesondere in Liberia zeige; hervorhebenswert sei Coltranes Spiel auf dem Sopransaxophon in Central Park West, das ansonsten ein Feature für McCoy Tyner sei, außerdem die Standards The Night Has a Thousand Eyes und Body and Soul.
Nach Ansicht der Coltrane-Biographen Filtgen und Außerbauer bezeichnet das Album „den Abschluß von Coltranes funktionsharmonischer Spielweise […] Noch einmal übt sich Coltrane hier im Spiel über harmonisch komplizierte Texturen. Seine Improvisationen sind jedoch bereits wesentlich freier und ungebundener als auf Giant Steps und geben eine Vorahnung auf seine spätere Richtung“. Für die Autoren ist  Coltrane’s Sound „eine gute, inspirierte Platte, die zu Unrecht den Bekanntheitsgrad von Giant Steps und Olé […] nicht erreicht hat.“